# Tetragoneura neuquina
Tetragoneura neuquina är en tvåvingeart som beskrevs av Duret 1976. Tetragoneura neuquina ingår i släktet Tetragoneura och familjen svampmyggor. Inga underarter finns listade i Catalogue of Life.